# 李牧
李 牧（り ぼく、生年不詳 - 紀元前229年）は、中国戦国時代の趙の将軍・政治家。名は繓（さつ）、字は牧。白起・王翦・廉頗と並ぶ戦国四大名将の一人。『史記』「廉頗藺相如列伝」において、司馬遷は李牧を「守将」と位置づけている。
李牧は代郡・雁門郡に駐屯した期間、軍を率いて匈奴を大敗させた。また、肥下の戦い・番吾の戦いで秦を敗北させ、武安君に受封された。だが、最終的には讒言を信じた幽繆王によって殺害された。李牧の死後、趙の首都邯鄲（現在の河北省邯鄲市）は秦軍によって陥落し、幽繆王は捕虜となり、趙国は滅んだ。

## 生涯

### 北方の長官
元々は趙の北方、代郡・雁門郡に駐屯する国境軍の長官で、国境防衛のために独自の地方軍政を許され、匈奴に対して備える任についていた。警戒を密にして、烽火台を多く設け、間諜を多く放つなどし、士卒を厚遇していた。匈奴の執拗な攻撃に対しては徹底的な防衛・籠城の戦法を採ることで、大きな損害を受けずに安定的に国境を守備していた。兵達には「匈奴が略奪に入ったら、すぐに籠城して安全を確保すること。あえて討って出た者は斬首に処す」と厳命していたからである。
だが、そのやり方は匈奴だけでなく、趙兵にさえも臆病者であると思われてしまうこととなる。趙王は李牧のやり方を不満に思い責めたが、李牧はこれを改めなかったので、任を解かれた。
李牧の後任者は勇敢にも匈奴の侵攻に対して討って出たが、かえって被害が増大し、国境は侵された。そのため、趙王は過ちに気付き、李牧に任を請うたが、李牧は門を閉じて外に出ず、病と称して固辞した。それでも将軍に起用されたので、李牧は「王がどうしても私を将軍にしたければ、前の方針を変えないようにさせて下さい」と言い、これを許された。そして、李牧は元通り、国境防衛の任に復帰することになった。
ある日、匈奴の小隊が偵察に来た時、李牧は数千人を置き去りにして偽装の敗退を行い、わざと家畜を略奪させた。これに味をしめた匈奴の単于が大軍の指揮を執ってやってきたが、李牧は伏兵を置き、左右の遊撃部隊で巧みに挟撃して匈奴軍を討った。結果、匈奴は十余万の騎兵を失うという大敗北に終わった。その後、李牧はさらに襜襤（せんらん）を滅ぼし、東胡を破り、林胡を降したため、単于は敗走し、匈奴はその後十余年は趙の北方を越境して来なくなった。
相国に任命され、秦への使節として遣わされた。両国で盟約を締結し、結果、秦は趙の人質を返還した。
紀元前243年、悼襄王の命で燕を攻め、武遂と方城を攻め落とした。

### 斜陽の趙を守る
閼与の戦いで秦を破った名将趙奢を亡くし、政治外交で秦に対抗し得た藺相如が病で伏せていた趙は、紀元前260年に長平の戦いで秦に大敗し、そののち藺相如も世を去り衰亡の一途をたどっていた。また、紀元前245年に廉頗が楽乗と争い出奔したことから、秦の侵攻が激しくなり、紀元前236年に鄴が秦に奪われ、紀元前234年には趙将扈輒が指揮を執る軍勢が平陽で敗れて、10万人が犠牲になった（平陽の戦い）。そのため、幽繆王は李牧に軍を任せて、反撃に転じることにした。
紀元前233年、幽繆王により大将軍に任じられた。
同年、秦が趙の赤麗および宜安を攻めたが、李牧はこれを大いに破り、退けた。その際、宜安を攻めた秦将桓齮を肥下の戦いで討っている（あるいは敗走させた）。この功績により、李牧は武安君に封じられた。
紀元前232年、秦は趙の番吾を攻めたが、李牧は秦軍を再び撃破し（番吾の戦い）、その勢力を南の韓・魏の国境まで押し返した。当時、秦の攻撃を一時的にでも退けた武将は李牧と楚の項燕のみである。
紀元前229年、秦王政（後の始皇帝）は趙攻略のため、今度は王翦を将とし、羌瘣や楊端和とともに大軍を趙に侵攻させた。そのため、趙は李牧と司馬尚に応戦させた。苦戦した秦は李牧を排除するため、奸臣の郭開に賄賂を送り、幽繆王と李牧との離間を画策した。郭開は幽繆王に「李牧と司馬尚が謀反を企てている」と讒言した。また、王母の悼倡后も秦から賄賂を受け取り、幽繆王に讒言をした。
趙の軍事を掌握し功名の高い李牧を内心恐れていた幽繆王はこれを疑い、讒言を聞き入れ、李牧を更迭しようとした。だが、李牧は王命を拒んだため、幽繆王によって密かに捕らえられて誅殺され、司馬尚も解任・更迭された。『戦国策』の司空馬に関する記述では、韓倉という奸臣の讒言により解任された上に自死したとされている。
紀元前228年、李牧の死後、趙軍は趙葱と斉将顔聚が指揮を執ることになったが、3か月後（あるいは5か月後）に彼らは王翦に大敗し、大勢の趙兵が殺害された。邯鄲は秦軍によって陥落、幽繆王も捕らえられ、趙はついに滅亡した。

## 家族
李牧の祖父は李曇。父は李璣。兄は李雲、弟は李斉。また、子に李汨・李弘・李鮮、孫（李汨の子）に李諒・李左車・李仲車がいる。